# Trachypetus clavatus
Trachypetus clavatus är en stekelart som beskrevs av Guérin-Méneville 1831. Trachypetus clavatus ingår i släktet Trachypetus och familjen bracksteklar. Inga underarter finns listade i Catalogue of Life.